# 杰斐逊·科斯塔
杰斐逊·科斯塔（Jefferson Costa，1979年3月5日—）是巴西人，生于圣保罗。他是一位漫画作家，他的主要作品有《La Dansarina》（由Lillo Parra编写）和《Jeremias: Pele》（由Rafael Calça编写）。此外，他还创作了图画小说《Roseira, Medalha, Engenho e Outras Histórias》。他曾获得巴西最重要的两个漫画奖项：HQ Mix奖和安杰洛·阿戈斯蒂尼奖。